# Сан Феличе (Терамо)
Сан Феличе (итал. San Felice) је насеље у Италији у округу Терамо, региону Абруцо.
Према процени из 2011. у насељу је живело 51 становника. Насеље се налази на надморској висини од 625 м.